# Gli inviati di Agamennone
Gli inviati di Agamennone (o Achille riceve gli ambasciatori di Agamennone) è un dipinto a olio su tela di Jean-Auguste-Dominique Ingres del 1801 (quando l'artista aveva appena vent'anni) prodotto espressamente per il concorso Prix de Rome. Questa era già la sua seconda partecipazione al Premio, ed il tema mitologico-letterario gli permise di vincere il "Gran Premio" assegnato da Jules Antoine Vauthier.
La pittura fa parte delle collezioni dell'École nationale supérieure des beaux-arts.

## Descrizione e stile

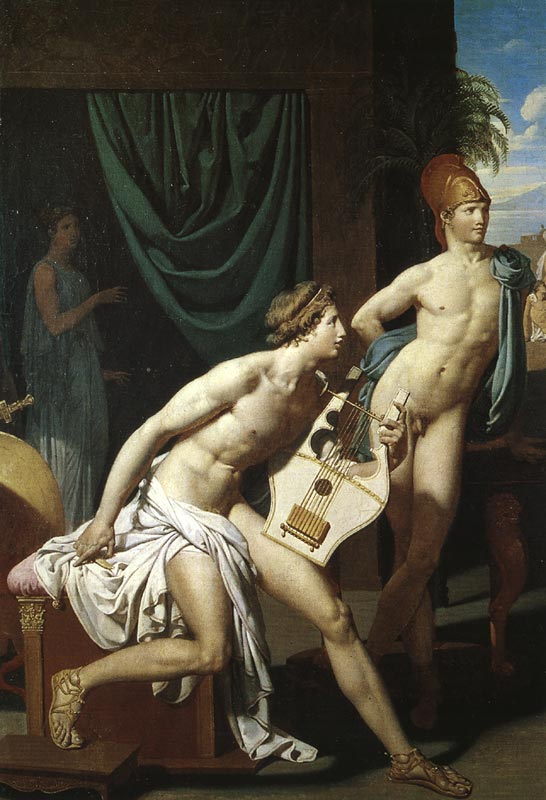
Achille e Patroclo, particolare

Il soggetto è ispirato al poema epico Iliade di Omero, e precisamente al passo in cui è descritta l'ambasceria inviata da Agamennone ad Achille che qui appare in compagnia dell'amante Patroclo: si tratta di una dimostrazione del prestito da parte dell'artista di figure tratte dall'antica arte greca, in particolare uno dei convenuti, Ulisse, viene qui ritratto con un mantello rosso drappeggiato derivante da una scultura dello pseudo-Fidia.
Rappresentante dello stile neoclassico e paragonato alla scuola del suo maestro Jacques-Louis David, Ingres contiene e porta tuttavia con sé in questo periodo il marchio di alcune tra le caratteristiche più notevoli di John Flaxman, a partire dal momento in cui ne vede l'opera esposta a Parigi.